# Johann Friedrich August Tischbein
Johann Friedrich August Tischbein, ook wel genaamd de "Leipziger Tischbein" (Maastricht, 9 maart 1750 - Heidelberg, 21 juni 1812), was een Duits kunstschilder. Hij maakte deel uit van de schildersdynastie Tischbein en werd gezien als een van de beste portretschilders van zijn tijd.

## Biografische schets
Johann Friedrich August Tischbein was de zoon van de schilder Johann Valentin Tischbein (1715-1768) en werd geboren in Maastricht, toen zijn vader daar werkte aan een grote opdracht van negen meer dan levensgrote portretten van de militaire gouverneurs van de vesting Maastricht in opdracht van gouverneur Hobbe Esaias, baron van Aylva. Johann Friedrich August groeide op en werkte een groot deel van zijn leven in Duitsland. Hij ging in de leer bij zijn vader Johann Valentin en zijn oom Johann Heinrich Tischbein de Oudere en studeerde in Parijs en Rome. In 1780 werd Tischbein hofschilder van de Duitse graaf Frederik Karel August van Waldeck-Pyrmont.
De kunstenaar maakte in deze periode regelmatig reizen naar de Hollandse Republiek (onder andere in 1781-'82, 1786 en 1788-'89) en kreeg ook daar veel portret-opdrachten van de adel en gegoede burgerij (onder anderen van stadhouder Willem V van Oranje). Tischbein lijkt bij zijn portretten sterk beïnvloed door het werk van kunstenaars als de Engelse Thomas Gainsborough en de Franse Élisabeth Vigée-Le Brun.
In 1795 werd hij door vorst Leopold III Frederik Frans van Anhalt-Dessau naar Dessau gehaald, maar een jaar later vertrok Tischbein alweer naar Berlijn, waar hij met veel succes werkte. In 1799 en 1800 schilderde hij portretten in Dresden. In 1800 werd Tischbein directeur van de Academie te Leipzig, als opvolger van Adam Friedrich Oeser.
In 1806 ging Tischbein naar Sint Petersburg om de nalatenschap van zijn broer Ludwig Philipp Tischbein te regelen. Hoewel hij van plan was maar kort te blijven, kreeg hij in de loop van de volgende drie jaren een groot aantal lucratieve opdrachten van de Russische adel.
Tischbein was de vader van de tekenares Caroline Tischbein (1783–1843) en de hofschilder Carl Wilhelm Tischbein (1797–1855). In 1812 stierf Johann Friedrich August Tischbein op 62-jarige leeftijd in Heidelberg.

## Werken

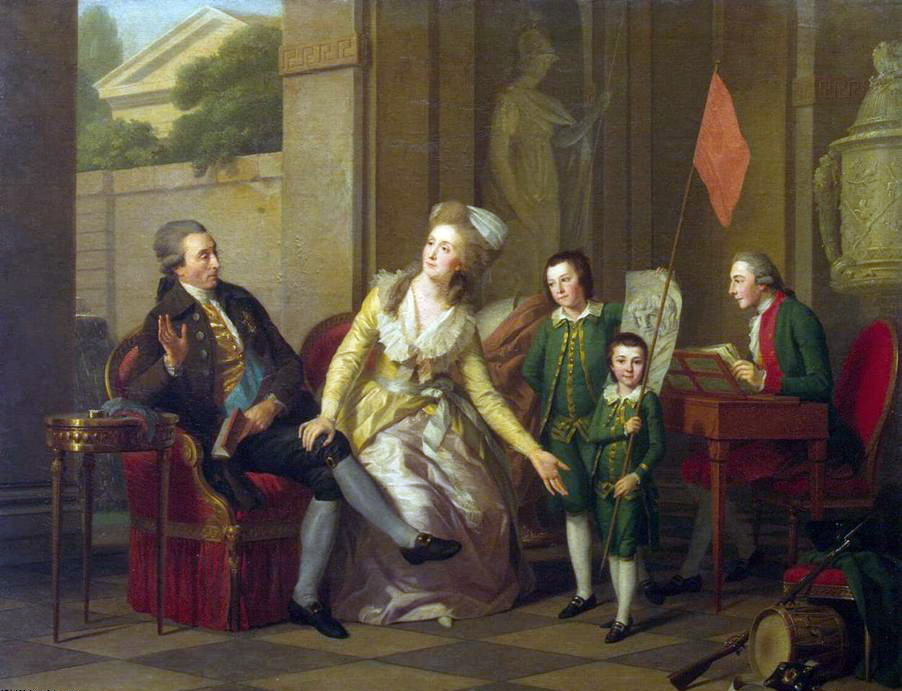
Familieportret uit 1782 van de Soltykovs in de Hermitage in Sint-Petersburg

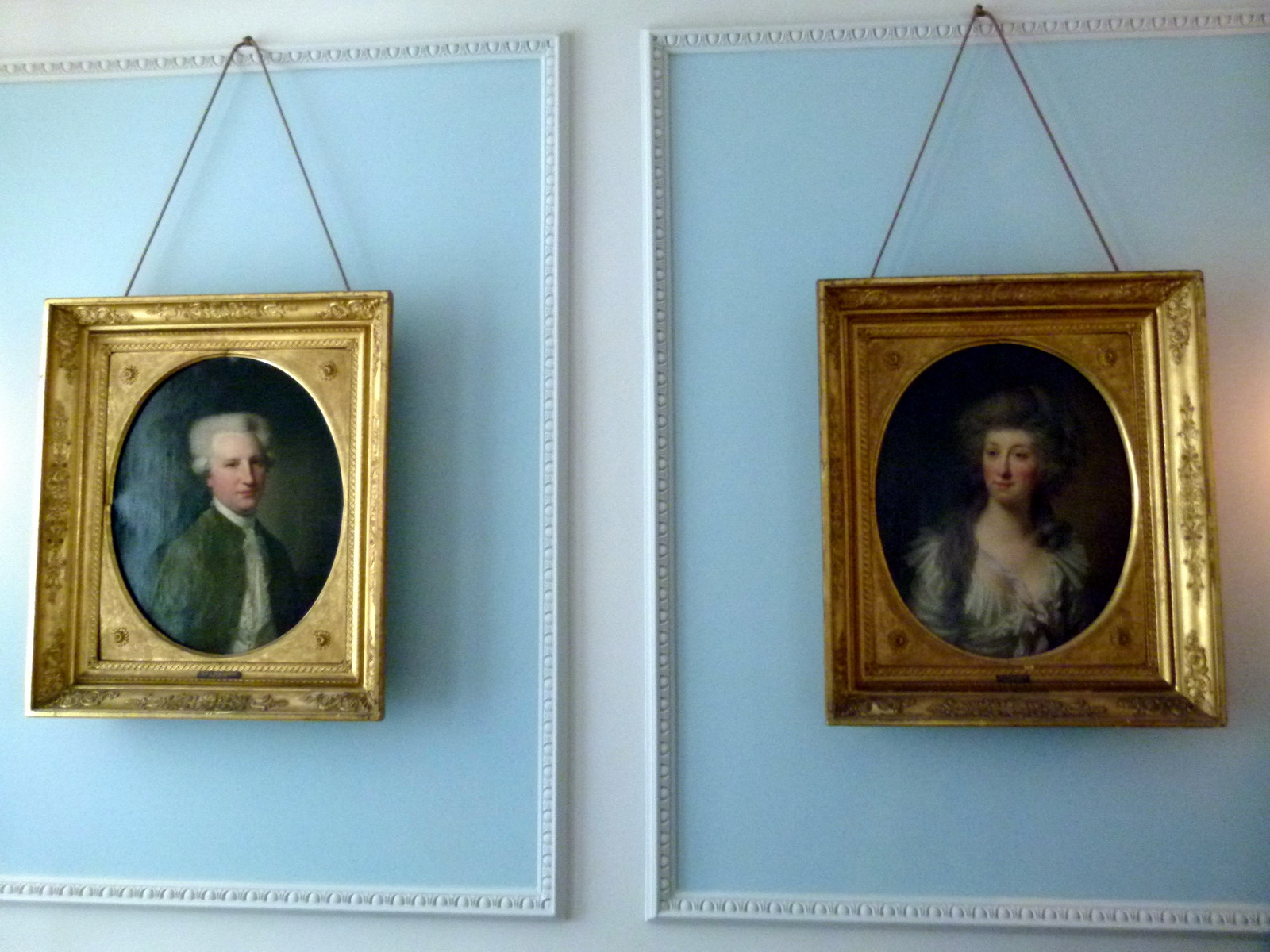
Tischbein-portretschilderijtjes aan de muur van het Museum aan het Vrijthof in Maastricht

- Familieportret van de familie Soltykov (1782),Hermitage, Sint-Petersburg
- Portret van prins Nikolaj Saltykov (1785), Hermitage, Sint-Petersburg
- Portret van de echtgenote van de schilder (1787), Germanisches Nationalmuseum, Neurenberg
- Portret van gouverneur-generaal van de VOC Willem Alting (1788), Rijksmuseum, Amsterdam
- Portret van prinses Frederica Louisa Wilhelmina van Oranje-Nassau, dochter van stadhouder Willem V (1788), Musée des Beaux-Arts, Bordeaux
- Portretten van stadhouder Willem V (1789) en andere leden van de stadhouderlijke familie, Rijksmuseum, Amsterdam
- Portret van Wilhelmina van Pruisen (1789), Mauritshuis, Den Haag
- Portret van Nicolas Châtelain (1791), Neue Pinakothek, München
- Portret van Luise von Brandenburg-Schwedt (1794), verblijfplaats onbekend
- Portret van hertogin Anna Amalia van Brunswijk (1795), Museum Gleimhaus, Halberstadt
- Portret van de architekt Friedrich Wilhelm von Erdmannsdorff (1796), Museum Gleimhaus, Halberstadt
- Portret van Frederika van Pruisen (1796), Alte Nationalgalerie, Berlijn
- Portret van het Amsterdamse gemeenteraadslid Andries Cornelis Willem Munter (1797), Instituut Collectie Nederland
- Portret van koningin Louise van Mecklenburg-Strelitz (1798), Hermitage, Sint-Petersburg
- Drieluik van portretten van mr. Apollonius Jan Cornelis baron Lampsins, heer van Swieten, Johanna Margaretha barones Lampsins, en Constantia barones Lampsins (1799)[1], Zeeuws maritiem muZEEum, Vlissingen
- Portret van de actrice Amalie Wolff-Malcomi (ca. 1800), verblijfplaats onbekend
- Portret van Amalie von Levetzow (1803), Goethe-Museum, Frankfurt am Main
- Portret van de dochters van de kunstenaar als personificaties van Drama en Muziek (1804), Kunsthistorisches Museum, Wenen
- Portret van Friedrich Schiller (1805/06), Anna Amalia-bibliotheek, Weimar

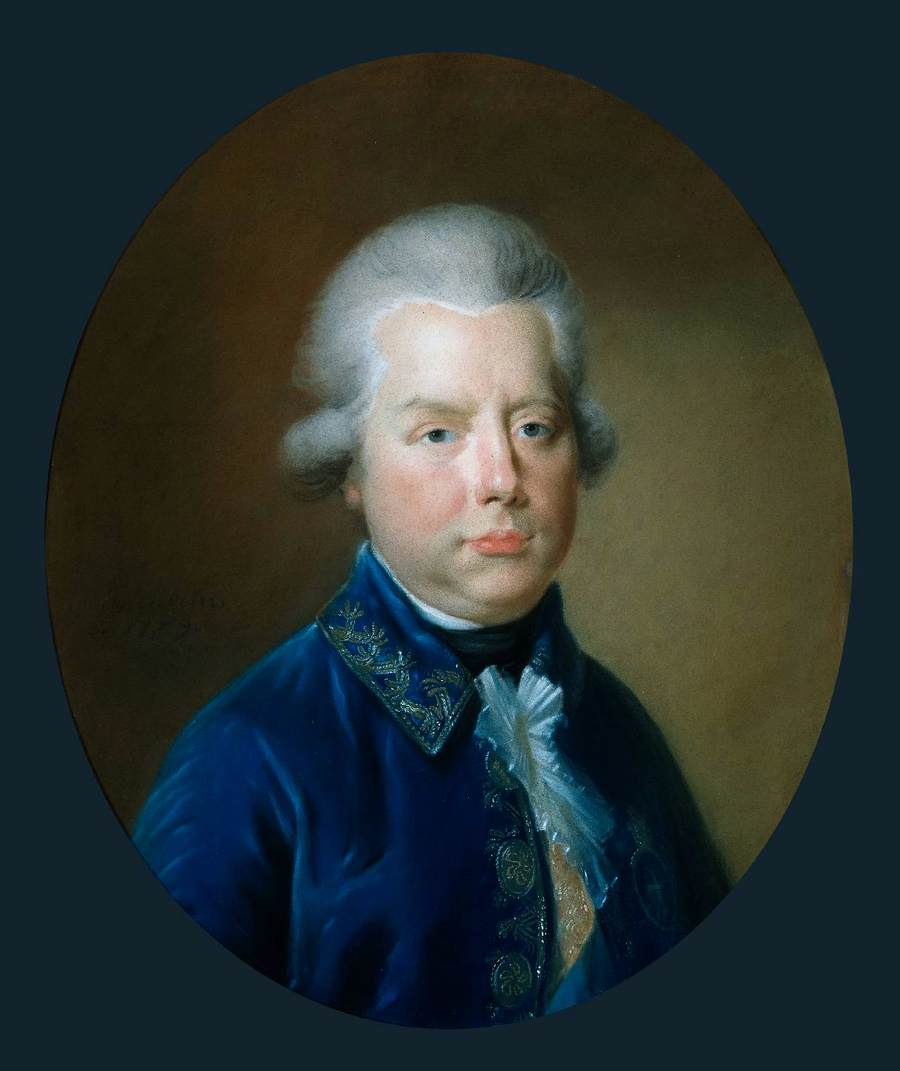
Stadhouder Willem V, 1789
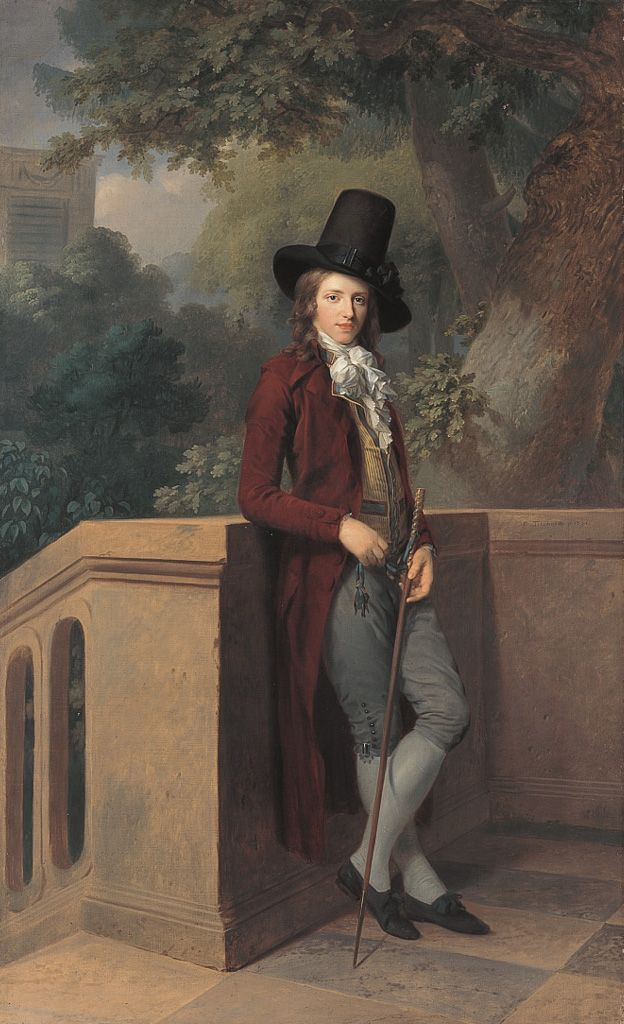
Portret van Nicolas Châtelain, 1791
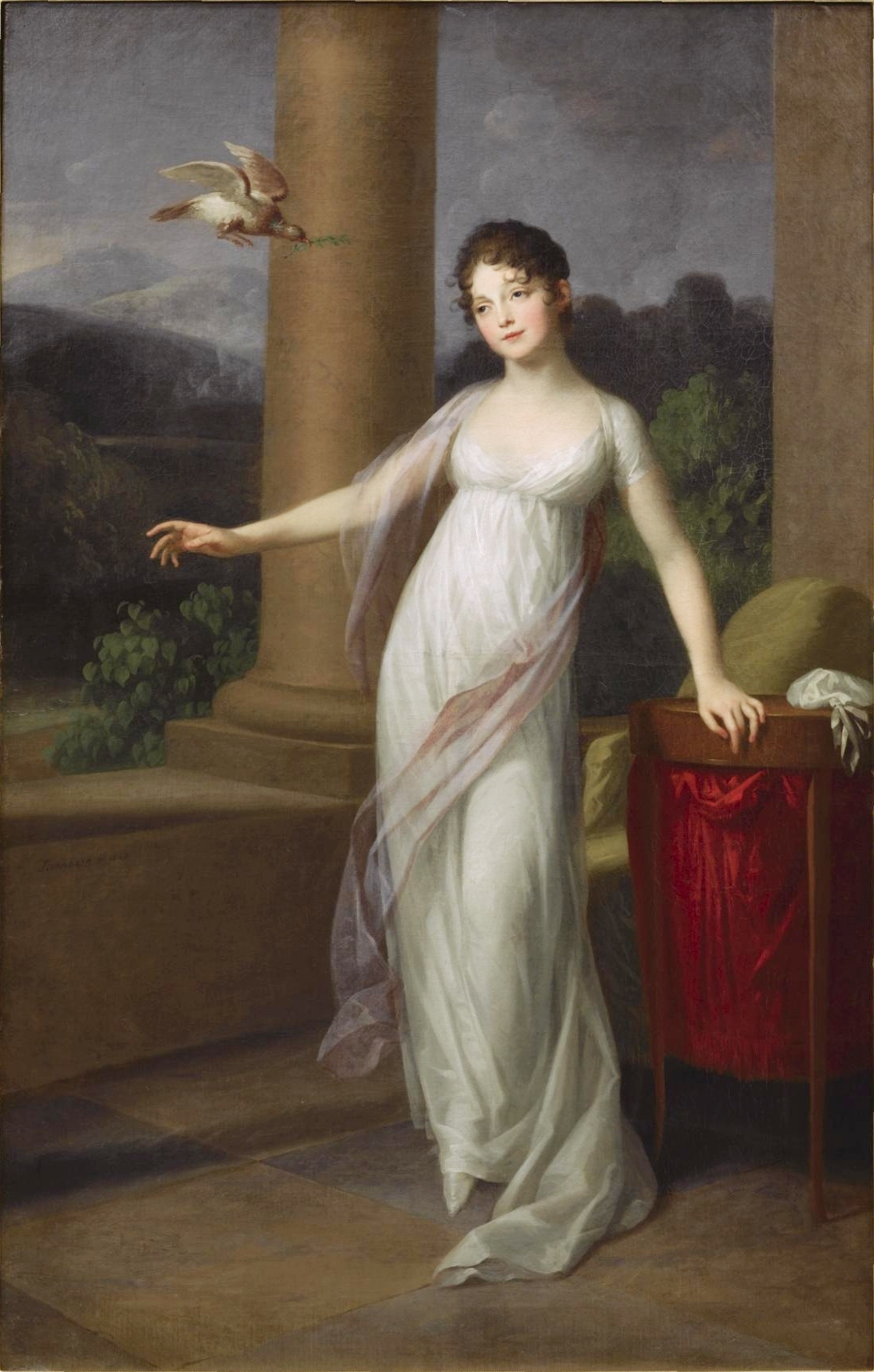
Portret van Amalie von Levetzow, 1803
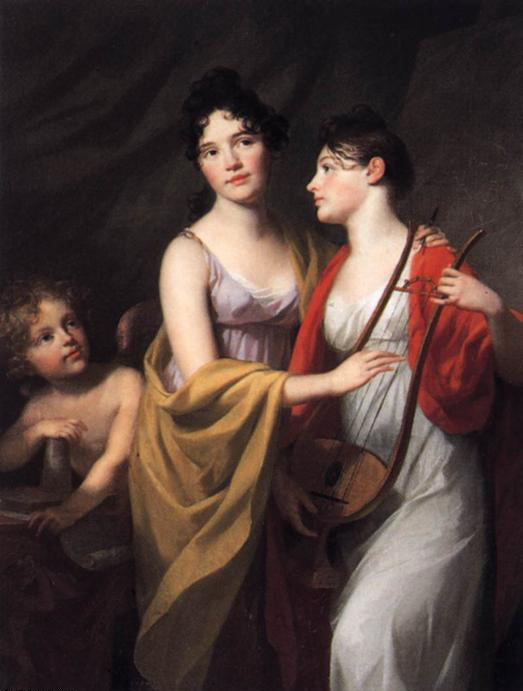
De dochters van de kunstenaar, 1804

- Bibliothèque nationale de France: cb14960464v (data)
- Biografisch Portaal: 03195216
- CiNii: DA15842441
- Digitale Bibliotheek voor de Nederlandse Letteren: tisc001
- Gemeinsame Normdatei: 119010186
- International Standard Name Identifier: 0000 0001 1944 6510
- Library of Congress Control Number: n79063410
- MusicBrainz: a49d1c95-d701-4464-8158-00ee691b93af
- Nationale Bibliotheek van Tsjechië: ola2014843152
- Nationale Bibliotheek van Polen: a0000003698400
- Nederlandse Thesaurus van Auteursnamen: 069613516
- Réseau des bibliothèques de Suisse occidentale: 02-A010158813
- RKD-Nederlands Instituut voor Kunstgeschiedenis: 77628
- Istituto Centrale per il Catalogo Unico: UBOV092674
- LIBRIS: 343735
- SNAC: w6cv8b01
- Système universitaire de documentation: 099134748
- Union List of Artist Names: 500023878
- Virtual International Authority File: 51960279
- WorldCat: E39PBJkhGtX7GyPfgx9hGFHgrq